# Сања Поповић
Сања Поповић (Београд, 18. октобар 1985) српска је филмска, телевизијска, позоришна и гласовна глумица и ТВ водитељка.

## Биографија
Сања Поповић рођена је 18. октобра 1985. године у Београду. Дипломирала је глуму на Факултету драмских уметности у Београду. Радила је као водитељка дечјих емисија на Хепи телевизији. Од филмског опуса запажену је улогу имала у филму Плави воз из 2010. године. Широј јавности је позната као Далија из хрватске хит сапунице Ларин избор. Окушала се и у иностранству глумећи у ТВ серији Il restauratore коју је продуцирала италијанска радио-телевизија RAI. У позоришту Сања је глумила у многобројним представама попут Ћелаве певачице, У потрази за изгубљеним временом, Le Suplicci и другима. Активно се бави синхронизацијама. Бави се синхронизацијом анимираних и играних филмова и серија за студије Голд диги нет, Идеограм, Лаудворкс, Мириус, Призор и Студио као и за Хепи ТВ. Тренирала је стони тенис и завршила школу клизања, а завршила је и основну музичку школу.

## Филмографија
| Год.  | Назив                 | Улога             |
| ----- | --------------------- | ----------------- |
| 2007. | Хадерсфилд            | Клавиристкиња     |
| 2010. | Плави воз             | Аница             |
| 2012. | Плави воз (ТВ серија) | Аница             |
| 2012. | Ларин избор           | Далија            |
| 2018. | Сезона рата           | Јелена Мехмедовић |
| 2019. | Срећковићи            | Даница            |
| 2021. | Црна свадба           | Милица            |
| 2023. | Залив                 |                   |

## Улоге у синхронизацијама
| Година синх. | Филм/серија                                    | Лик(ови)                                                                                       |
| ------------ | ---------------------------------------------- | ---------------------------------------------------------------------------------------------- |
| 2006.        | Кирику и дивље животиње                        | Девојчица                                                                                      |
| 2008.        | Зекан Дот                                      | Зекан                                                                                          |
| 2008-2010.   | Код Лиоко                                      | Тамија, Џони, Хироки (сезоне 3-4)                                                              |
| 2009.        | Ким Опаснић                                    | Моник, Електроник, итд.                                                                        |
| 2010-2014    | Анђелина балерина (Лаудворкс)                  | Анђелина Мишић                                                                                 |
| 2010.        | Бонкерс                                        | Миранда                                                                                        |
| 2010-2011.   | Потрага за Делтором                            | Нак                                                                                            |
| 2010.        | Фића и Феђа                                    | Лулу Наруживачица Џонс                                                                         |
| 2010.        | Барби: Крцко Орашчић (Идеограм)                | Кели                                                                                           |
| 2010.        | Барби: Савршени Божић (Идеограм)               | Стејси, Челси                                                                                  |
| 2011.        | Вива пињата (Лаудворкс)                        | Симона, итд.                                                                                   |
| 2011.        | Мини-кувар                                     | Мини                                                                                           |
| 2011.        | Слон Бенџамин                                  | Ото                                                                                            |
| 2012.        | Анђеоски пријатељи                             | Свит, Кабали                                                                                   |
| 2012.        | Атомик Бети (С2)                               | Палома                                                                                         |
| 2012.        | Барби и дијамантски замак (Идеограм)           | Стејси                                                                                         |
| 2012.        | Барби Златокоса (Идеограм)                     | Кели                                                                                           |
| 2012.        | Барби - Лабудово језеро (Идеограм)             | Кели, Карлита                                                                                  |
| 2012.        | Барби у Феритопији (Идеограм)                  | Далија, итд.                                                                                   |
| 2012.        | Барби - острвска принцеза (Идеограм)           | Лусијана (говор), Талула                                                                       |
| 2012.        | Барби Марипоза и вилењаци (Идеограм)           | Хена                                                                                           |
| 2012.        | Барби у модној бајци (Идеограм)                | Тереза, Мери-Елисија, Светличица                                                               |
| 2012.        | Барби и тајне виле (Идеограм)                  | Тејлор                                                                                         |
| 2012.        | Барби у причи о сирени (Идеограм)              | Ксили                                                                                          |
| 2012.        | Принцеза Барби и школа манира (Идеограм)       | Хедли                                                                                          |
| 2012-2013.   | Бејблејд: Метал сага                           | додатни гласови                                                                                |
| 2012.        | Школа за вампире (Лаудворкс)                   | Сава                                                                                           |
| 2013.        | Анђелина балерина (С2, Студио)                 | Анђелина Мишић                                                                                 |
| 2013.        | Аватар: Легенда о Кори                         | Жу Ли (С4)                                                                                     |
| 2013.        | Патролне шапе                                  | Џереми итд.                                                                                    |
| 2013-2015.   | Вакфу                                          | Амалија                                                                                        |
| 2013.        | Октонаути (Лаудворкс)                          | Тика, Цртица                                                                                   |
| 2013.        | Фиш и Чипс                                     | Калина                                                                                         |
| 2013.        | Штене Клифорд                                  | Нина                                                                                           |
| 2014-2017.   | Дора и пријатељи                               | Бети, Каролина, Сара                                                                           |
| 2014.        | Нове авантуре Петра Пана                       | Синтија, Тајгер Лили итд.                                                                      |
| 2014.        | Раја рикша                                     | Тина                                                                                           |
| 2014.        | Сем и Кет                                      | Валери                                                                                         |
| 2014.        | Животињска фарма                               | Мули                                                                                           |
| 2014.        | Нове авантуре Петра Пана                       | Синтија                                                                                        |
| 2014-2018.   | Тандерменови                                   | Кејли, Гејлфорс                                                                                |
| 2014-2019.   | Хенри Опасност                                 | додатни гласови                                                                                |
| 2015-2017.   | Бела и Булдози                                 | Ди Џеј, Мија                                                                                   |
| 2015-2021.   | Макс и Руби                                    | Кенди; Прија (С7 неке епизоде)                                                                 |
| 2015.        | Ни хао, Каи-Лан                                | Толи                                                                                           |
| 2016.        | 100 ствари које треба урадити пре средње школе | Скаут, Зелфаба                                                                                 |
| 2016-2019.   | Алвин и веверице (2015)                        | Амбер (неке епизоде), Гђа. Кронер, Џули                                                        |
| 2016.        | Барби: Рокери и краљевићи                      | Слоун                                                                                          |
| 2016.        | Ники, Рики, Дики и Дон                         | Сид                                                                                            |
| 2016.        | Перната банда                                  | Лори, Рајито                                                                                   |
| 2016.        | Пиксији - мали вилењаци                        | Мишел                                                                                          |
| 2016.        | Развали игру                                   | Кензи Бел                                                                                      |
| 2016.        | Робомобил Поли (Голд диги нет)                 | Хели                                                                                           |
| 2016.        | Тинејџ вештица                                 | Енди Круз                                                                                      |
| 2016.        | Школа рока                                     | додатни гласови                                                                                |
| 2016.        | Алберт                                         | додатни гласови                                                                                |
| 2017.        | Академија чаролија                             | Енди Круз                                                                                      |
| 2017-2018.   | Краљевска академија                            | Роуз Пепељуга                                                                                  |
| 2017.        | Бансен је звер                                 | Софи Сандерс (само једна епизода)                                                              |
| 2017.        | Тинејџ вештица                                 | Енди Круз                                                                                      |
| 2017.        | Нела — витешка принцеза                        | додатни гласови                                                                                |
| 2018-2019.   | Блејз и чудовишне машине                       | Заповедница Меган                                                                              |
| 2018.        | Млади мутанти нинџа корњаче (2012)             | Краљица Ултрома (С5)                                                                           |
| 2018-2021.   | Биро магичних ствари                           | Лили Риган                                                                                     |
| 2018.        | Кућа Бука                                      | Мерил Ферил, Шерил Ферил, Персефона, Библиотекарка, Тереза Дејвис (С5), Џенси Јејтс, Бека Ченг |
| 2018-2019.   | Миракулус: Авантуре Бубамаре и Црног Мачора    | Клои Буржуа/Краљица Пчелица                                                                    |
| 2018.        | Уздизање нинџа корњача                         | Сани Чипертон                                                                                  |
| 2018.        | Цеца Переца                                    | Госпођа Хоши итд.                                                                              |
| 2018.        | Ухвати Ејса                                    | Госпођица Велма (сем у Е20, 48)                                                                |
| 2019.        | Доживотна родбина                              | Пенелопи                                                                                       |
| 2019.        | Еби Хечер, мазоловка                           | додатни гласови                                                                                |
| 2019.        | Нубови                                         | додатни гласови                                                                                |
| 2020-2021.   | Касаграндес                                    | Фрида Касагранде (С1), Ји                                                                      |
| 2020.        | Лего Свет из доба јуре                         | Клер                                                                                           |
| 2020.        | Најбољи крзнени пријатељи                      | Стефани                                                                                        |
| 2020.        | Fantasy Patrol                                 | Валерија (говор)                                                                               |
| 2020.        | Авантуре Кида Опасност                         | Квин                                                                                           |
| 2020.        | Агент Бинки: Љубимци универзума                | Велико људско биће                                                                             |
| 2020.        | Падингтонове пустоловине                       | Госпођа Браун (неке епизоде)                                                                   |
| 2020.        | Best Furry Friends (ТВ серија)                 | Стефани                                                                                        |
| 2021.        |DC суперјунакиње                                  | Дајана Принс / Вондер Вумен                                                                    |
| 2021.        | Драмски клуб                                   | Госпођа Тод                                                                                    |
| 2021.        | Плашите ли се мрака: Клетва Сеновитог          | Џун Марфи                                                                                      |
| 2021.        | Посао са стране                                | Баклс (С1Е18), Градоначелница Гилдерслив                                                       |
| 2021.        | Режање громо-мачака                            | Принц Звездан, Барбастела, Мум-Рада, Вртешка итд.                                              |
| 2021.        | Рогомаца!                                      | додатни гласови                                                                                |
| 2021.        | Лего Нинџаго (С12-14)                          | додатни гласови                                                                                |
| 2022.        | Суперкњига                                     | Мила Квантум                                                                                   |
| 2022.        | Ники Велики (ТВ серија)                        | додатни гласови                                                                                |
| 2022.        | Звездане стазе: Протозвезда                    | Ниота Ухура                                                                                    |
| 2022.        | Астронаути                                     | Моли Веј                                                                                       |
| 2022.        | Мистерије Стеновитог острва                    | Хранитељка ајкула, додатни гласови                                                             |
| 2024.        | Монстер хај (ТВ серија)                        | Хаулин Вулф (С1Е23а), Тундра Боминабл (С1Е21)                                                  |